# Diescher János

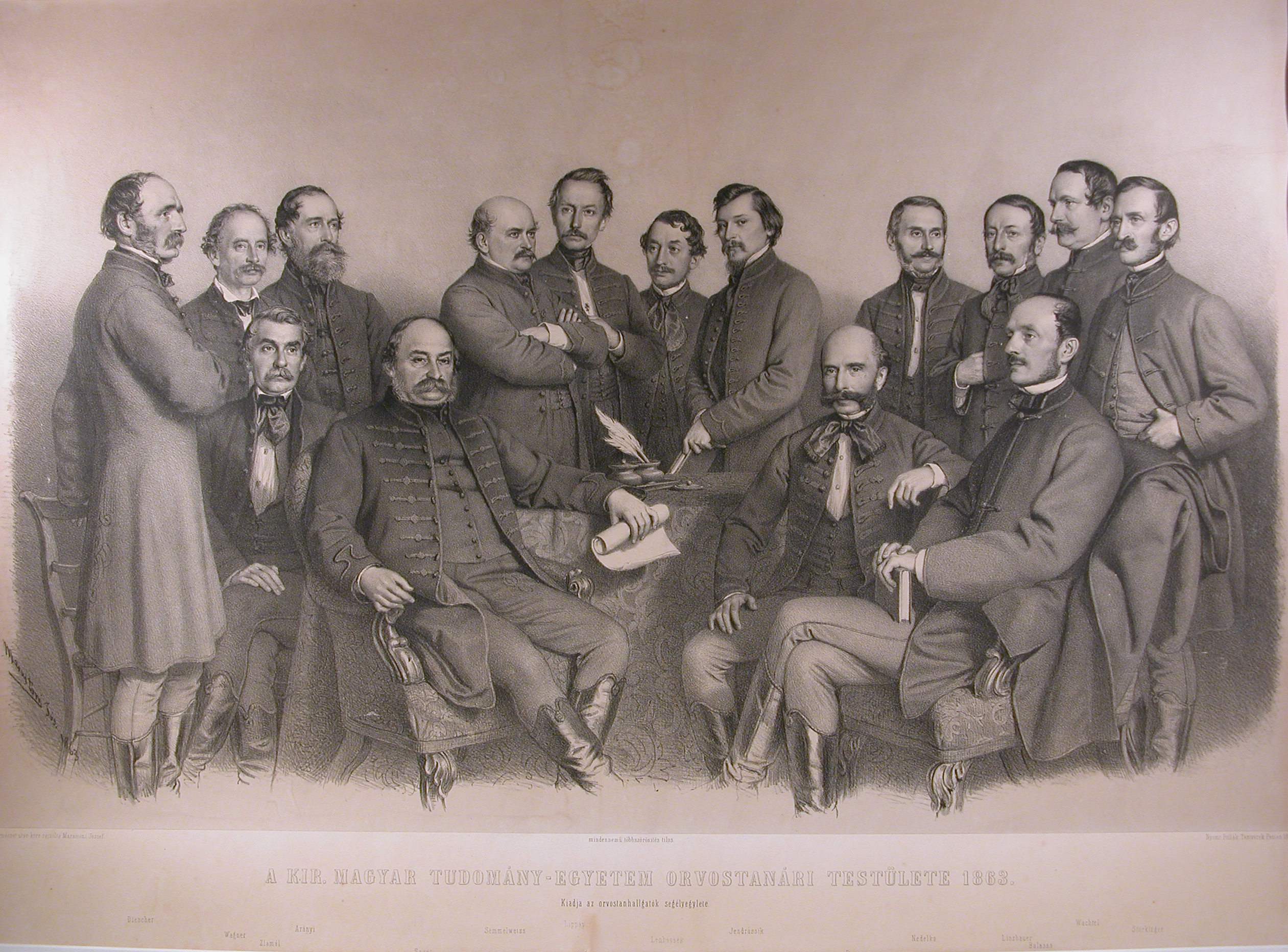
A Pesti Egyetem Orvostudományi Karának egyetemi tanárai 1863-ban. Balról jobbra állnak (1) Diescher János, (2) Wagner János, (3) Arányi Lajos, (4) Semmelweis Ignác (kezeit keresztben tartja), (5) Lippay Gáspár, (6) Lenhossék József, (7) Jendrássik Jenő, (8) Nedelkó Döme, (9) Linzbauer Ferenc, (10) Wachtel Dávid, (11) Stockinger Tamás. Ülnek: (12) Zlamál Vilmos, (13) Sauer Ignác, (14) Rupp N. János, (15) Balassa János. Festő Marastoni József

Diescher János (Pest, 1813 – Budapest, 1883. november 11.) orvos, egyetemi tanár.

## Élete
Az orvosi tanfolyamot a pesti egyetemen végezte és 1838-ban orvosdoktorrá avatták. Ekkor a szülészeti kórház segéde, majd 1842-ben Pest-városi szülész lett. Gyakorlata a belgyógyászatra is kiterjedt és Diescher a polgárság legkedveltebb orvosainak egyikévé vált. A szabadságharc alatt tanúsított aulikus magatartásának elismeréseként elnyerte Bugát Pál tanszékét, 1849–1850-ben a pesti egyetemen a sebészek számára az elméleti orvostan tanárává nevezték ki. 1851-től 1866-ig oktatott a sebészek részére rendelt elméleti orvostant, majd 1854-ben megbízták az általános kór- és gyógyszertani tanszék helyettesítésével. Semmelweis Ignác hálált követően 1866-tól Diescher lett a szülészet tanára a szülészeti kórházi tanszékren. 1874-ben nyugalmazták. Ezután egészen orvosi gyakorlatának élt.

## Munkái
Syphilis. Dissertatio inaug. medicopractica. Budae, 1838.
Kézirati munkája: Relatio medica synoptica partuum et morborum in clinico obstetricio reg scient. Univ. Hung. sub auspiciis spect. ac clar. dni prof. Flor. Eduardi a Birly de cursu anni schol. 1840/1 observatorium.

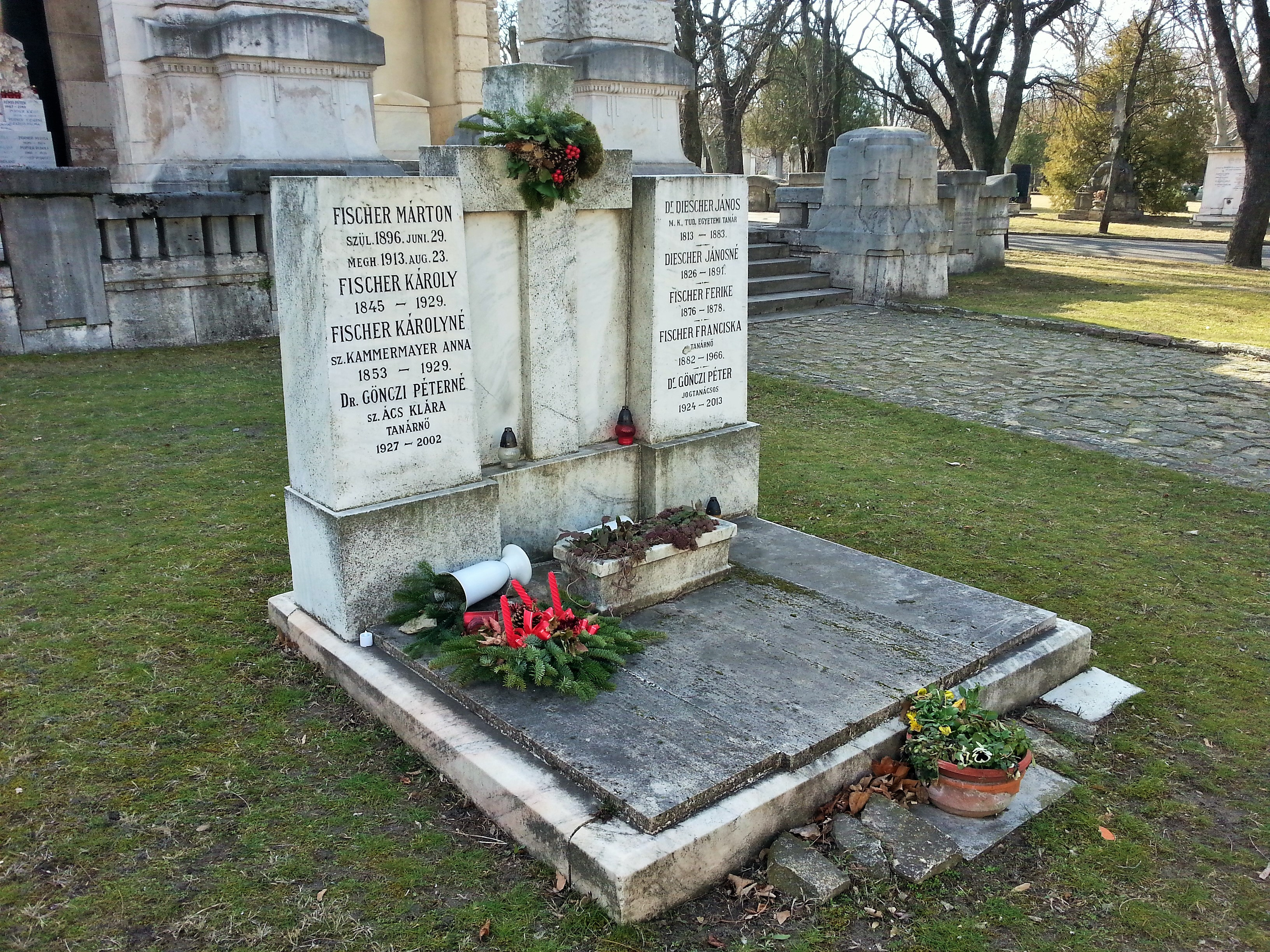
Sírja a Fiumei úti sírkertben (Á. Közép I-IV.)